# Prevencija
Prevencija (od lat. Praevenire = sprječavanje) označava skup mjera kako bi se spriječilo bilo kakve neželjene pojave, kao što su bolesti, ovisnost o drogama, zločini, nesreće, neuspjeh u školi, socijalni sukob, nasilje, ekološke katastrofe i slično. 
- Primarna prevencija ispituje pretpostavke, uvjete i uzroke fenomena. Traži načine kako ih izbjeći
- Sekundarna prevencija nastoji spriječiti produbljivanje, širenje i slično. Ona je usredotočena na posebno ranjive skupine kao što su mladi, manjine ili socijalno ugrožene osobe.
- Tercijarna prevencija nastoji spriječiti ponavljanje takvih zločina, bolesti, ovisnosti o drogama i slično.

Riječ prevencija i sprječavanja se uglavnom rabi na podrucju
- zdravstva (profilaksa);
- prava, (spriječiti zločine);
- obrazovanja, (najvažnije sredstvo primarne prevencije);
- prometa, (uvjete o sprječavanju nesreća);
- politike, gdje se govori primjerice o prevenciji kriza ili preventivnim ratu.